# Vouël
Vouël est une commune associée de Tergnier et une ancienne commune française, située dans le département de l'Aisne en région Hauts-de-France.

## Géographie
Vouël se situe dans une plaine, dont une partie des sols sont de calcaire, craie et sables tertiaires. Elle a été construite le long d'une voie romaine, dite Chaussée Brunehaut , allant de Soissons à Saint-Quentin. La « Butte de Vouël » est une curiosité locale, un amas de terre artificiel recouverte de pommiers. Il s'agirait d'un poste d'observation datant de l'époque romaine, faisant partie d'un ensemble de 5 buttes similaires. La commune avait une superficie de 3,10 km2

## Histoire
Le domaine de Vouël était initialement associé à celui de Chauny. Propriété de Charles 1er, Duc d'Orléans, les deux domaines sont transmis à Philippe le Bon, Duc de Bourgogne en 1440, dans le cadre du paiement de la rançon de Charles 1er aux Anglais. Il passe ensuite dans plusieurs mains : il revient à la famille d'Orléans, puis en 1557 à Charles de Barbançon, vers 1650, à Georges de Héricourt, puis au Duc d'Aumont.
Au XVIIe siècle, époque de l'Edit de Nantes, Vouël était un important lieu de culte protestant de la région, le Laonnais,. En 1870, Vouël a été un théâtre de la guerre franco-prusse.
Vouël est une ancienne commune de l'Aisne. Depuis le 1er janvier 1974, elle est une commune associée à Tergnier donc dissoute par l'arrêté préfectoral du 3 décembre 1973. Elle portait avant son rattachement, le code INSEE abrégé 02825

## Administration

### Maires délégués
Vouël étant une commune associée, elle dispose d'un maire délégué.
| Période                                  | Période                      | Identité         | Étiquette | Qualité               |
| ---------------------------------------- | ---------------------------- | ---------------- | --------- | --------------------- |
| Les données manquantes sont à compléter. |                              |                  |           |                       |
| 1er janvier 1974                         | 1977                         | Edmond Dufour    |           | Premier Maire délégué |
| 1977                                     | 1988                         | Henri Decarpigny |           |                       |
| 1988                                     | 2008                         | Claude Brocheton |           |                       |
| mars 2008                                | juillet 2020                 | Denis Val        |           |                       |
| juillet 2020                             | En cours (au 4 juillet 2020) | Sylvie Ragel     | PCF       |                       |

### Maires de Vouël
La commune avait des maires, étant une ancienne commune avant son rattachement à Tergnier en 1974
| Période                                  | Période          | Identité           | Étiquette | Qualité                |
| ---------------------------------------- | ---------------- | ------------------ | --------- | ---------------------- |
| 1971                                     | 31 décembre 1973 | Edmond Dufour      | .         | Dernier maire de Vouël |
| 1959                                     | 1971             | Gilbert Paillet    | .         | .                      |
| 1957                                     | 1959             | Maurice Hocquet    | .         | .                      |
| 1956                                     | 1957             | Maurice Legros     | .         | .                      |
| 1945                                     | 1956             | Marius Thuet       | .         | .                      |
| 1942                                     | 1945             | Philogéne Toffin   | .         | .                      |
| 1935                                     | 1942             | Jules Gervais      | .         | .                      |
| 1933                                     | 1935             | Marie Dupart       | .         | .                      |
| 1929                                     | 1933             | Camille Demoulin   | .         | .                      |
| 1914                                     | 1929             | Jules Gervais      | .         | .                      |
| 1912                                     | 1914             | Auguste Drapier    | .         | .                      |
| 1910                                     | 1912             | Arthur Courtois    | .         | .                      |
| 1908                                     | 1910             | Marie Antoine Geay | .         | .                      |
| 1904                                     | 1908             | Paul d'Hiver       | .         | .                      |
| 1902                                     | 1904             | Hippolyte Vincq    | .         | .                      |
| 1896                                     | 1902             | Paul d'Hiver       | .         | .                      |
| 1890                                     | 1896             | Jean Dode          | .         | .                      |
| 1885                                     | 1890             | Alphonse d'Hiver   | .         | .                      |
| 1884                                     | 1885             | Alphonse Béthune   | .         | .                      |
| 1870                                     | 1884             | Jean Dode          | .         | .                      |
| 1832                                     | 1870             | Théodore Lecat     | .         | .                      |
| 1826                                     | 1832             | Marc Lemoine       | .         | .                      |
| Les données manquantes sont à compléter. |                  |                    |           |                        |

## Démographie
| 1793 | 1800 | 1806 | 1821 | 1831 | 1836 | 1841 | 1846 | 1851 |
| ---- | ---- | ---- | ---- | ---- | ---- | ---- | ---- | ---- |
| 258  | 345  | 337  | 289  | 348  | 370  | 370  | 379  | 390  |

| 1856 | 1861 | 1866 | 1872 | 1876 | 1881 | 1886 | 1891 | 1896 |
| ---- | ---- | ---- | ---- | ---- | ---- | ---- | ---- | ---- |
| 362  | 391  | 419  | 451  | 462  | 550  | 517  | 539  | 592  |

| 1901 | 1906 | 1911 | 1921 | 1926  | 1931  | 1936  | 1946  | 1954  |
| ---- | ---- | ---- | ---- | ----- | ----- | ----- | ----- | ----- |
| 641  | 678  | 803  | 582  | 1 179 | 1 508 | 1 647 | 1 238 | 1 582 |

| 1962  | 1968  | 1975  | 1982  | 1990  | 1999  | 2006  | 2011  | 2016  |
| ----- | ----- | ----- | ----- | ----- | ----- | ----- | ----- | ----- |
| 2 011 | 2 091 | 1 995 | 2 457 | 2 480 | 2 468 | 2 451 | 2 476 | 2 297 |

| 2021  | 2022  | - | - | - | - | - | - | - |
| ----- | ----- | - | - | - | - | - | - | - |
| 2 043 | 2 083 | - | - | - | - | - | - | - |

## Personnalités liées à Vouël
- Père Joseph Wresinski (Fondateur de ATD Quart-Monde), son successeur étant l'Abée Michel Quentin de Vouël.
- Vincent Faglin (Peintre/Sculpteur) élève de Paul Petit (Peintre/Cheminot de Tergnier).